# وینتروپ (ماساچوست)
وینتروپ، ماساچوست (به انگلیسی: Winthrop) شهری در شهرستان سافولک ایالت ماساچوست می‌باشد که در سال ۱۸۵۲ بنیان‌گذاری شده‌است. این شهر در سرشماری سال ۲۰۱۰ میلادی، ۱۷٬۴۹۷ نفر جمعیت داشته‌است.

## نگارخانه

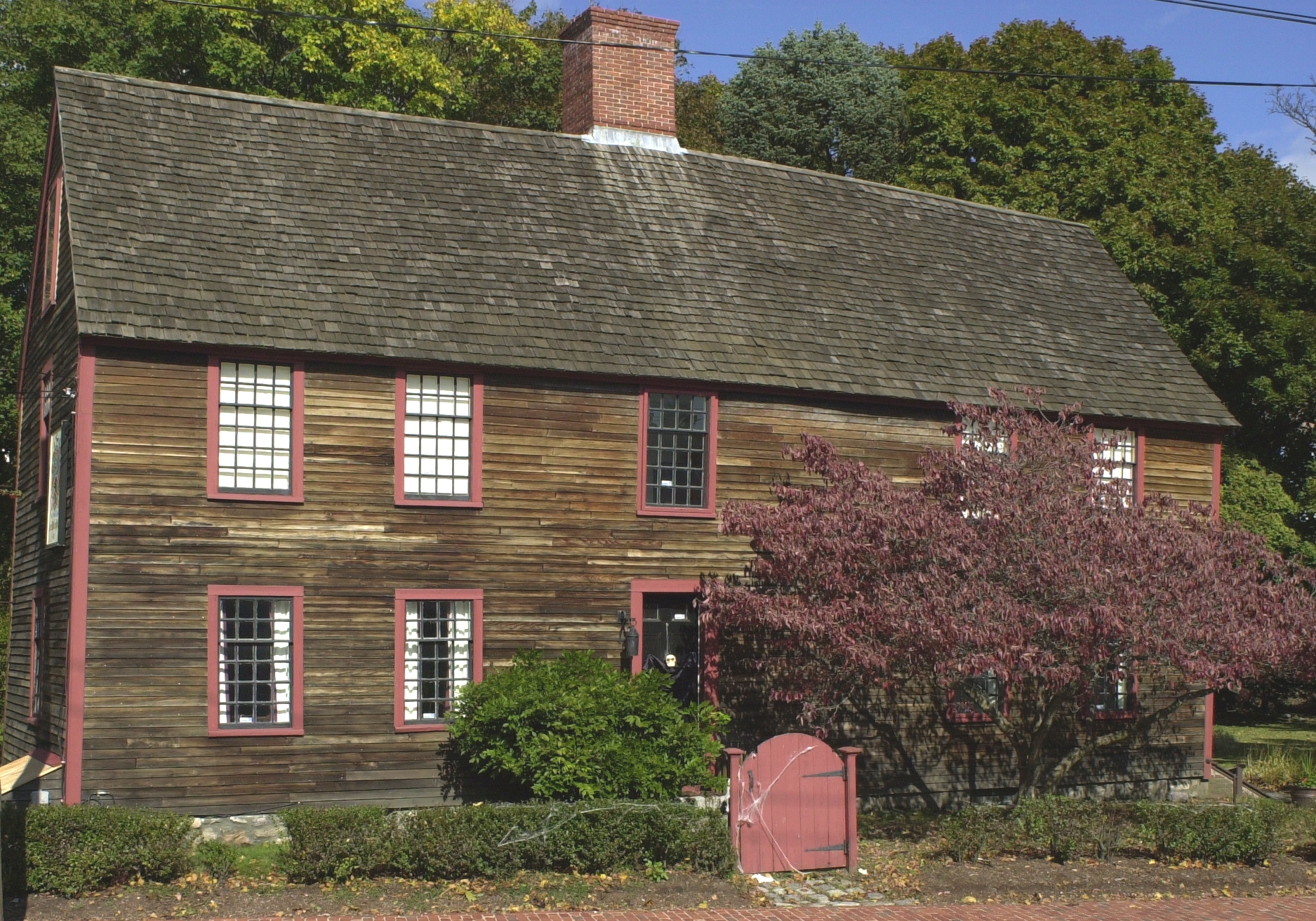
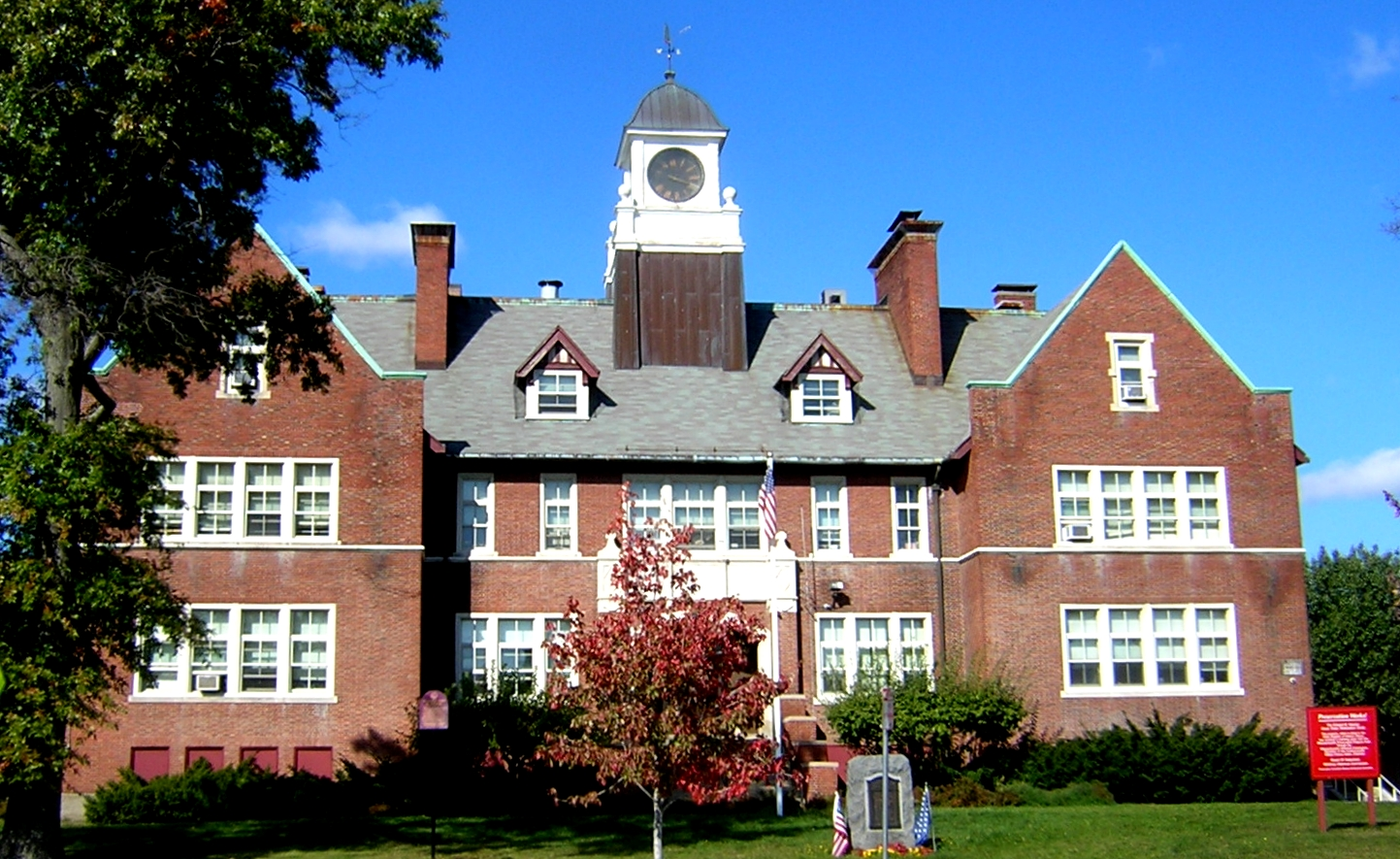
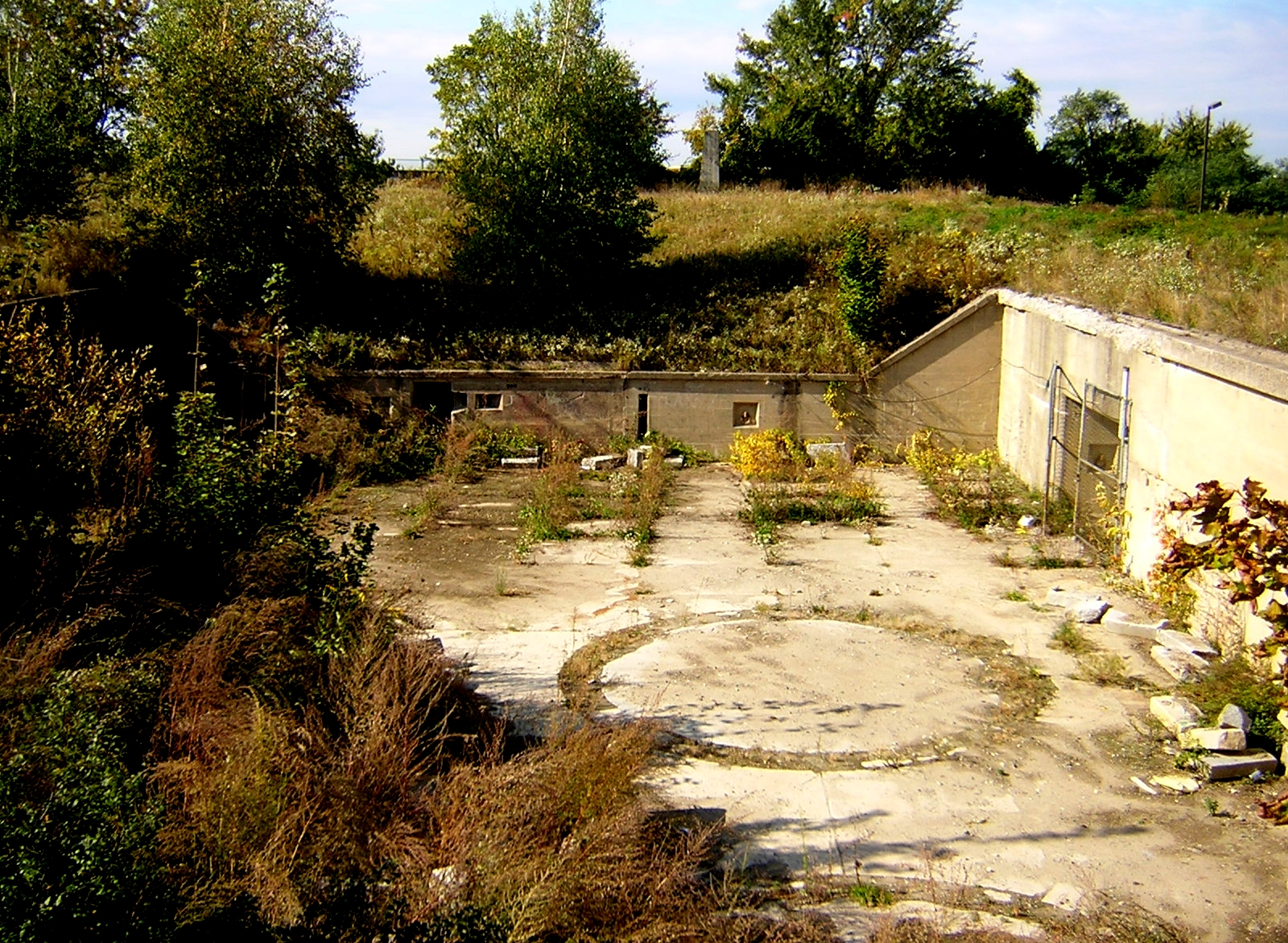
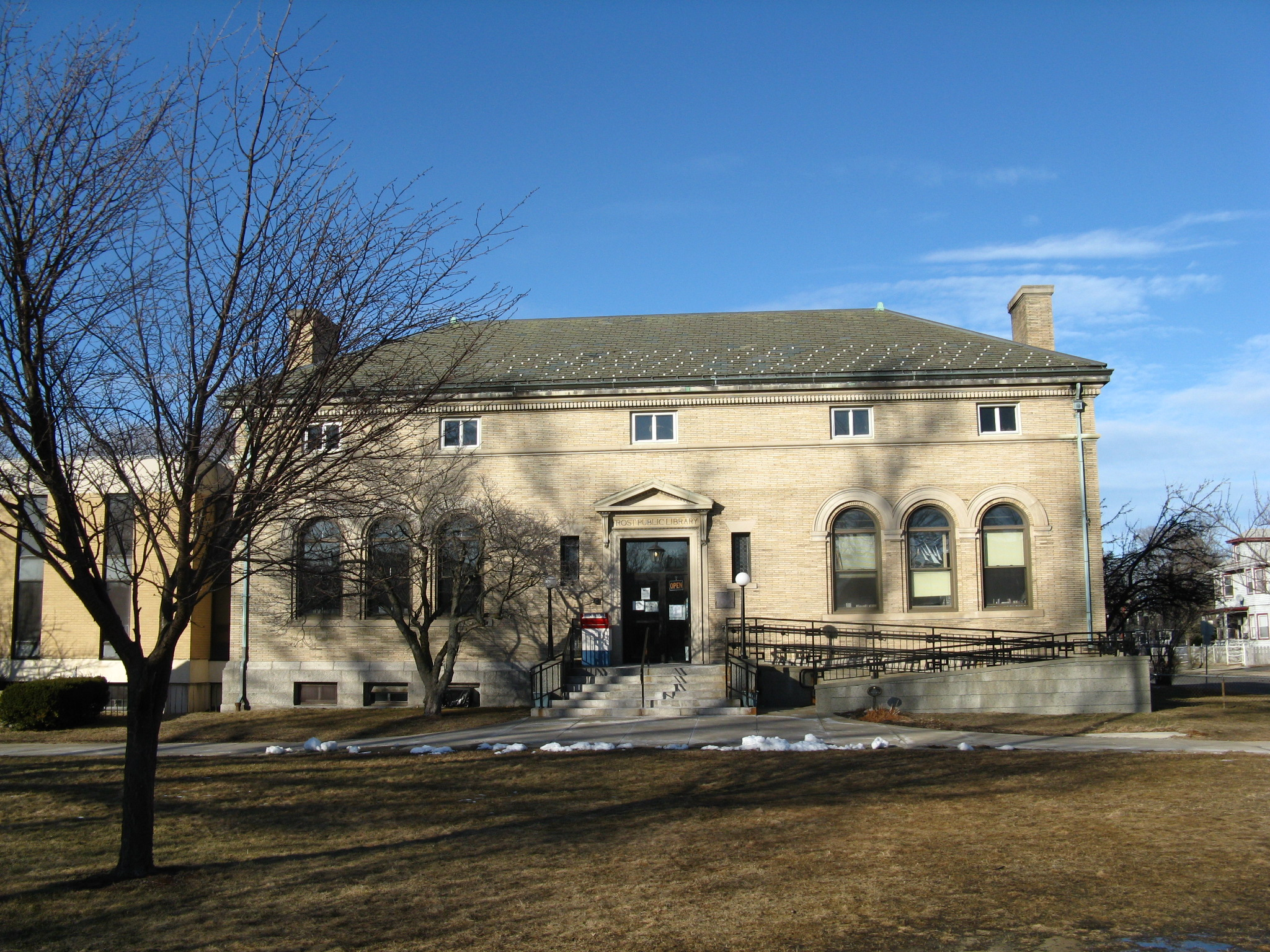
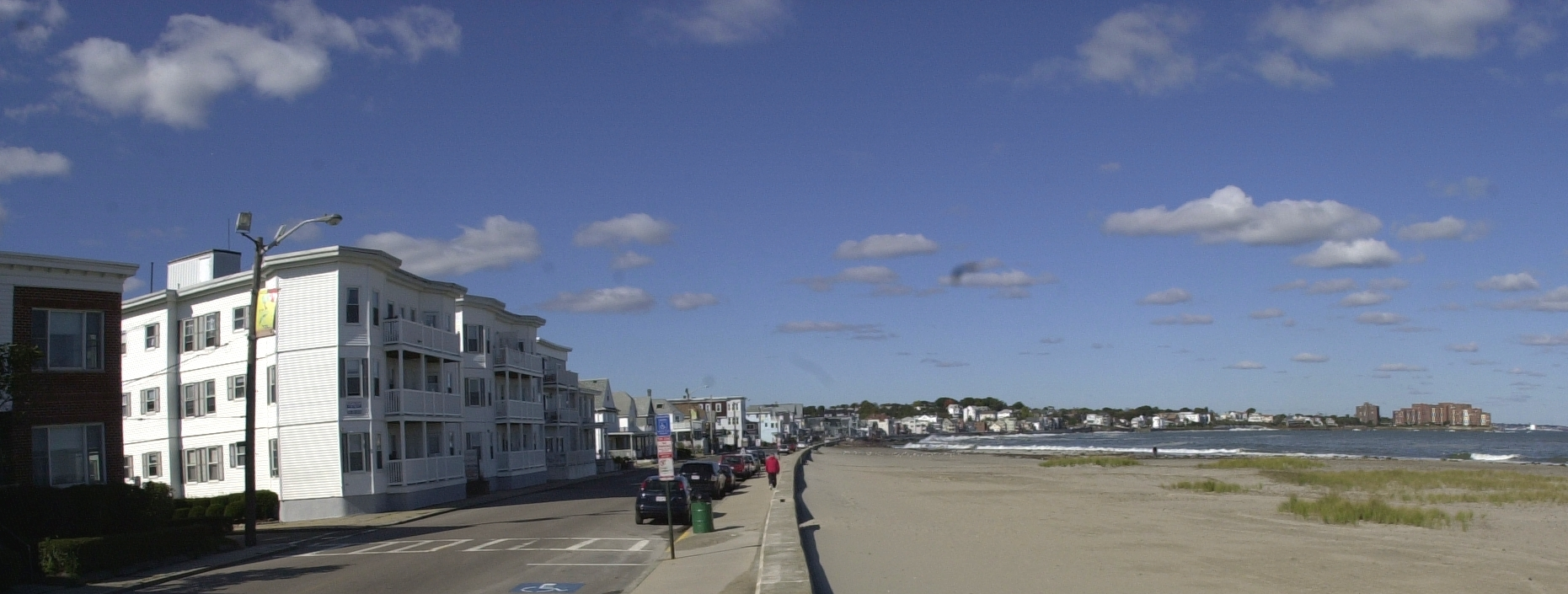